# Харитоново (Шипицинське)
Харитоново (рос. Харитоново) — присілок в Котлаському районі Архангельської області Російської Федерації.
Населення становить 26 осіб. Входить до складу муніципального утворення Котласький муніципальний округ.

## Історія
До 2022 року входило до складу муніципального утворення Шипицинське поселення.

## Населення
| 2002 | 2010 |
| ---- | ---- |
| 34   | ↘26  |